# Northeast Grocery
Northeast Grocery er en amerikansk dagligvarekoncern, der består af supermarkedskæderne Tops Friendly Markets, Price Chopper og Market 32. Den blev etableret i 2021 ved en fusion mellem Price Chopper og Tops. De har hovedkvarter i Schenectady, New York med 300 butikker i det nordøstlige USA.